# 임지섭 (배우)
임지섭(1998년 11월 12일 ~ )은 대한민국의 배우이다.

### 뮤직비디오
- 2019년 라디오나인 - 그런 사랑하지 말아요

### 드라마
- 2024년 MBC 원더풀 월드 - 권민혁 역
- 2025년 TVING 스터디그룹 - 안티 역

### 광고
- 2019년 삼성 갤럭시기어
- 2019년 CGV